# 3I/أطلس
مذنب أطلس/3 أي ، أو C/2025 N1 (ATLAS) ، هو مذنب اكتُشف في عام 2025. وهو الجسم الثالث الذي يًرصد داخل النظام الشمسي والذي يصنَّف على أنهُ جرم بين نجمي.

## الاكتشاف والمشاهدة
اكتشف نظام الإنذار المبكر الفلكي نظام التنبيه الأخير لاصطدام الكويكبات بالأرض (ATLAS) جسمًا مقدار سطوعه 18 في 1 يوليو 2025 باستخدام تلسكوب في مرصد إل صوص El-Sauce في تشيلي.  وهو مذنب من الممكن أن يقترب من الأرض ( الأجسام القريبة من الأرض ). رصد الجرم عدة مرات منذ 14 يونيو باستخدام مرفق زويكي العابر (ZTF) الموجود في مرصد بالومار في كاليفورنيا وكذلك بواسطة نظام التنبيه ATLAS في تشيلي وجنوب أفريقيا وهاواي، وهذا مكّن من تعيين البيانات المدارية الأولية.
وقد تبين أن الجسم يتحرك على مسار قطع زائدي شديد. ونظرًا لوجود علامات عن نشاط المذنبات أيضًا، صُنف الجسم السماوي جسمًا بين نجمي ثالثًا ومذنبًا، وحصل على التسمية المناسبة.
في وقت اكتشافه، كان المذنب على مسافة نحو 4.50  وحدة فلكية شمسية في حزام الكويكبات الخارجي بين مداري كوكبي المشتري والمريخ واستمر في التحرك في اتجاه الشمس. ومن المتوقع أن يستمر سطوعه في الزيادة حتى يصل إلى أقرب نقطة من الشمس (الحضيض)، ولكن لن يكون من الممكن رصده إلا باستخدام نظارات بصرية قوية أو تلسكوبات أكبر. لن يكون من الممكن رؤيته من الأرض في البداية اعتبارًا من نهاية سبتمبر/أيلول وبداية أكتوبر/تشرين الأول، لأنه سيكون قريبًا جدًا من الشمس في سماء المساء. ومن الممكن رؤيته مرة أخرى في سماء الصباح مع قدوم شهر نوفمبر.

## مدار المذنب

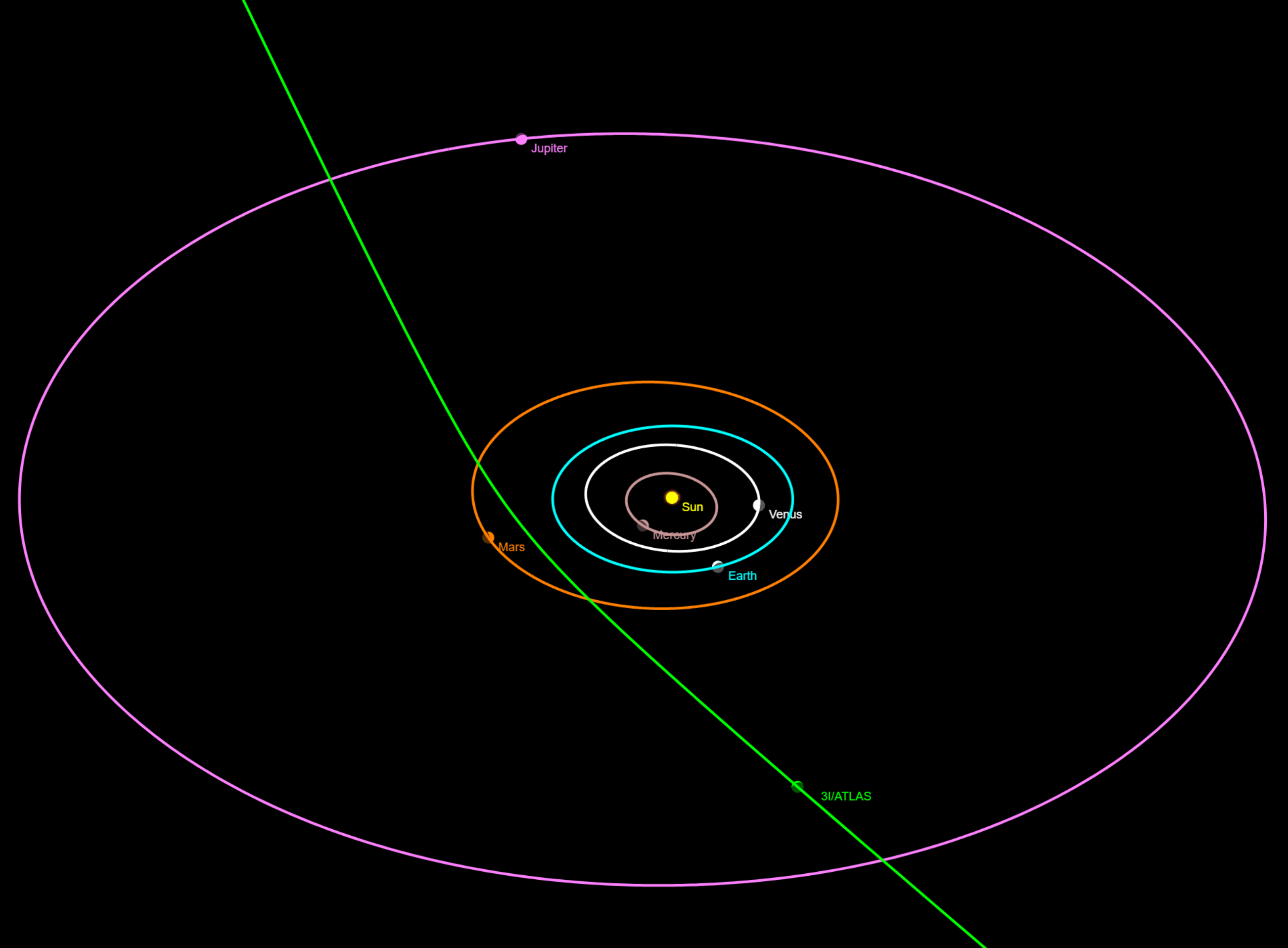
مسار المذنب 3I/ATLAS عبر النظام الشمسي (من أسفل اليمين إلى أعلى اليسار).

بالنسبة للمذنب (بدءًا من 4 يوليو 2025 ) ، حُدد مدار زائدي شديد الانحراف على نحو 319 ملشاهدة تمت خلال 20 يومًا، وهو يميل بنحو 175 درجة إلى مسار الشمس . وهكذا فإنه يسير تقريبًا في المستوى المداري للكواكب، لكنه يتحرك تجاها حركة تراجعية. وفي أقرب نقطة له من الشمس ( الحضيض الشمسي )، والتي من المتوقع أن يمر بها المذنب في نحو 29 أكتوبر 2025، سيكون بعدة نحو 201.8 مليون كيلومتر من الشمس وسيكون تحركه بين مداري المريخ والأرض. سيقترب المذنب من المريخ إلى مسافة نحو 28 مليون كيلومتر في 3 اكتوبر (أي نحو 0.19 (وحدة فلكية )) ، لكنه لن يقترب من الأرض أقل من نحو 267 مليون كيلومتر (تعادل نحو 1.78 وحدة فلكية ) في نحو 19 ديسمبر . وفي نحو 16 مارس/آذار 2026، سوف يعبر كوكب المشتري على مسافة تبلغ نحو 57 مليون كيلومتر منه (تعادل نحو 0.38 وحدة فلكية .
في نحو 23 نوفمبر 2025 سيقترب المذنب من مدار المريخ، على مسافة تبلغ نحو 2.9 مليون  كم (نحو 0.019 وحدو فلكية )  ولكن الكوكب سيكون بعيدا عنا بالفعل في هذا الوقت.
وفقًا للبيانات المدارية التي تحدّدت فهو مسجل في قاعدة بيانات الأجسام الصغيرة التابعة لمختبر الدفع النفاث ، كان مدار المذنب 3I/ATLAS له انحراف مركزي بالنسبى إلى مداره الزائدي يبلغ نحو 6.101 قبل مروره عبر النظام الشمسي الداخلي. قوى الجاذبية للكواكب لها تأثير ضئيل على مداره، وسوف ينخفض انحرافه المداري قليلاً إلى نحو 6.081 في المستقبل.
اقترب المذنب من النظام الشمسي من جهة كوكبة القوس . أثناء رحلته، تعمل قوة الجاذبية للشمس على انحرافه بنحو 18.9 درجة عن اتجاه حركته الأصلي، بحيث يبتعد في المستقبل نحو الحدود بين كوكبة التوأم وكوكبة الجبار . وبفضل سرعته العالية، قد يصل إلى سحابة أورت بعد نحو 8000 سنة . ستكون مسافته للشمس نحو 100,000 وحدة فلكية إلى الشمس ثم يغادر النظام الشمسي ويذهب إلى الفضاء بين النجوم بسرعة قدرها نحوبنحو 57.8 كم/ثانية .

## روابط الويب
- قالب:JPL Small-Body Database